# Балка Кринична (Дніпро)

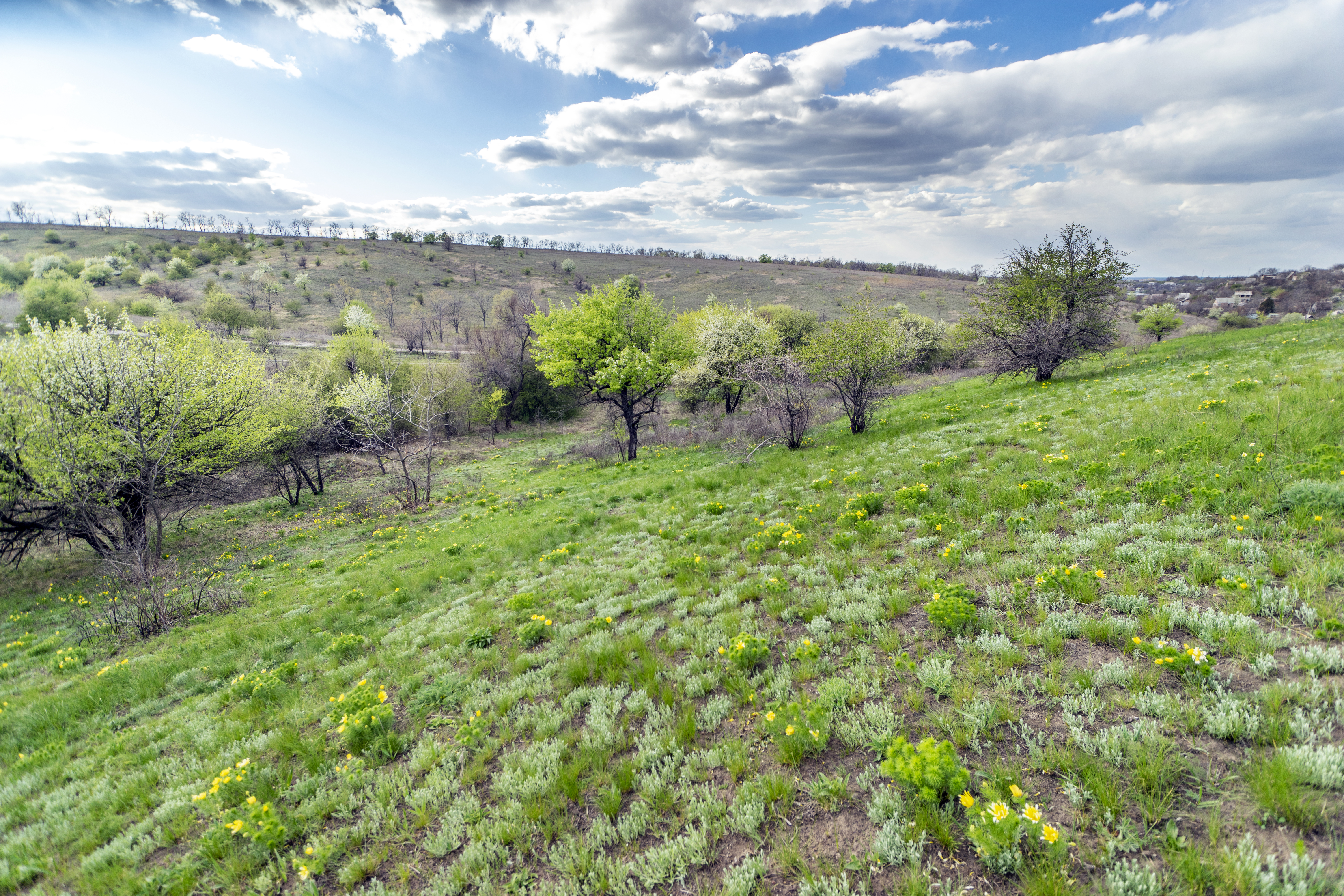

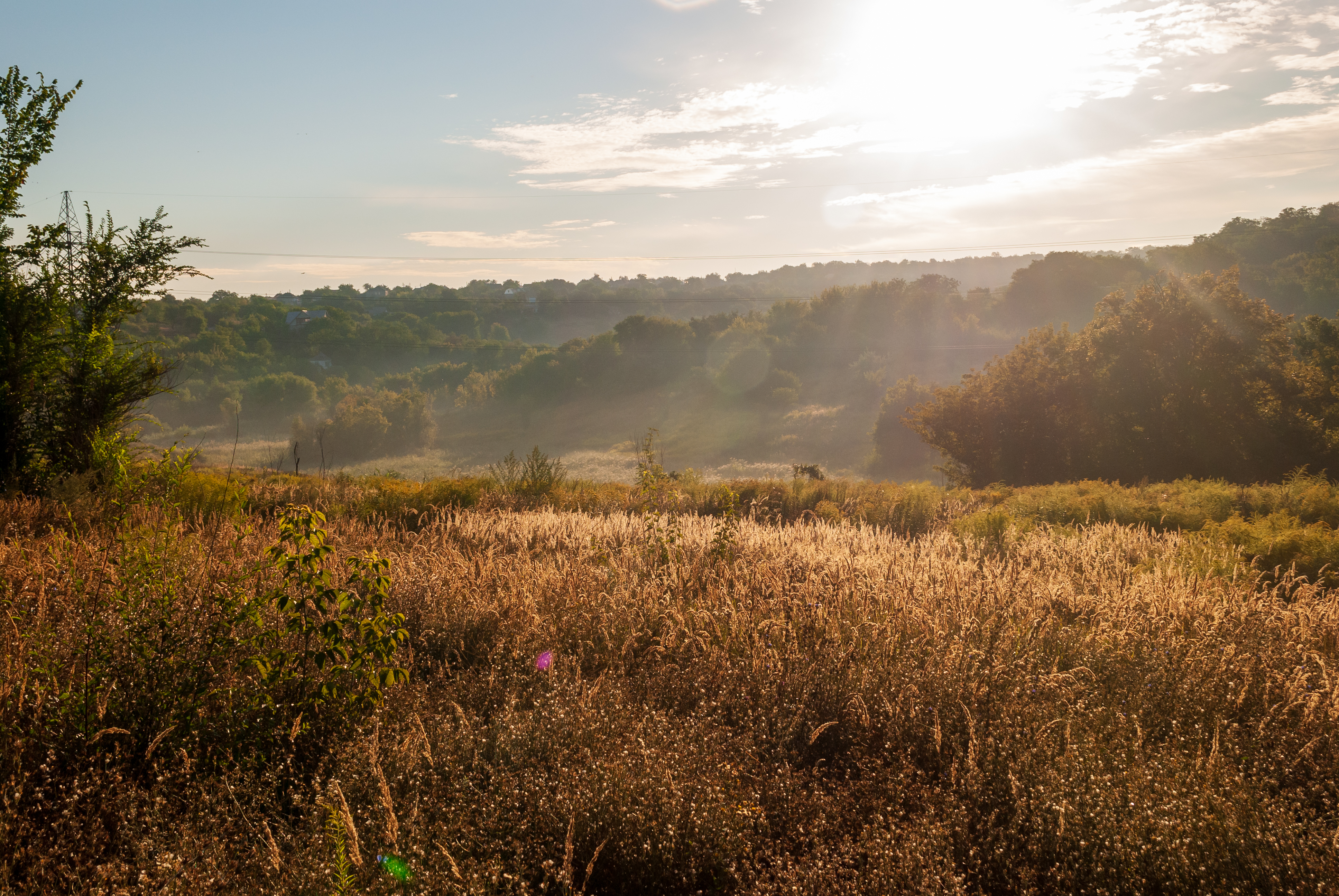

Балка Кринична або Безп'ята  —балка розташована у Новокодацькому районі міста Дніпра.

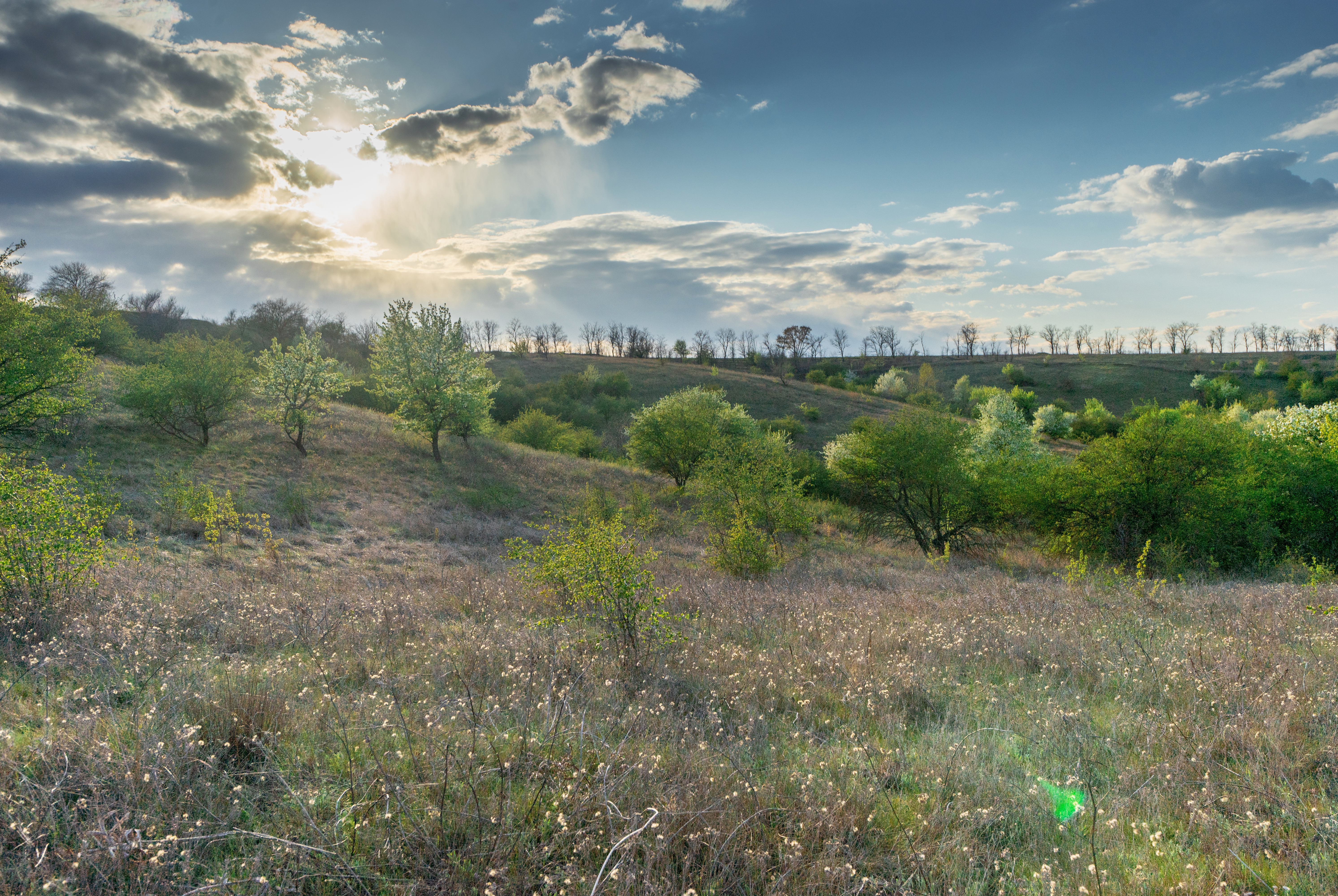

Розташовувалась між східною околицею житлового масиву Діївка-1    та масивом ￼￼Західний, колишнім Дніпропетровським лакофарбовим заводом імені Ломоносова до  перегону Придніпровської залізниці 184 км - Діївка, далі повертала на північний схід в бік Дніпровського електровозобудівного заводу. У 1980 - ті роки більша частина балки (крім верхів'я) була засипана шлаковими відходами та будівельним сміттям в зв'язку зі зведенням в її нижній частині електродепо Дніпровського метрополітену. По дну балки протікав струмок (мала річка), що впадав  у рукав Дніпра Річицю, і який припинив своє існування в зв'язку із засипанням балки  і зведенням Центрально -  Заводської лінії Дніпровського метрополітену. Залишки водотоку збереглись у вигляді болота нижче залізничного перегону.

## Відродження топоніма
У 2022 році один з провулків Діївки-1 - Тюменський був перейменований на вулицю Кринична балка.

## Походження назви
Назва «Кринична» походить від колись розташованого у верхів'ї балки хутора Криниці, згодом слободи Криниці (район нинішнього житлового масиву Західний). За оповідями старожилів там були ставки в яких жили жаби-кринички,  котрих кидали в молоко для охолодження. 

Друга назва балки Безп'ята записана істориком Дмитром Яворницьким у другій половині ХІХ ст. разом із легендою про неї, яку він почув від діда, мешканця села Діївка Катеринославського повіту: 
«Це діло йде ще від створення світу. Як Бог людей творив, то спершу створив він порося; кинув його через тин — воно й побігло. Потім створив теля; кинув його через тин і воно побігло. За третім разом Бог створив дитину; став її кидати через тин, а мати як заплаче:

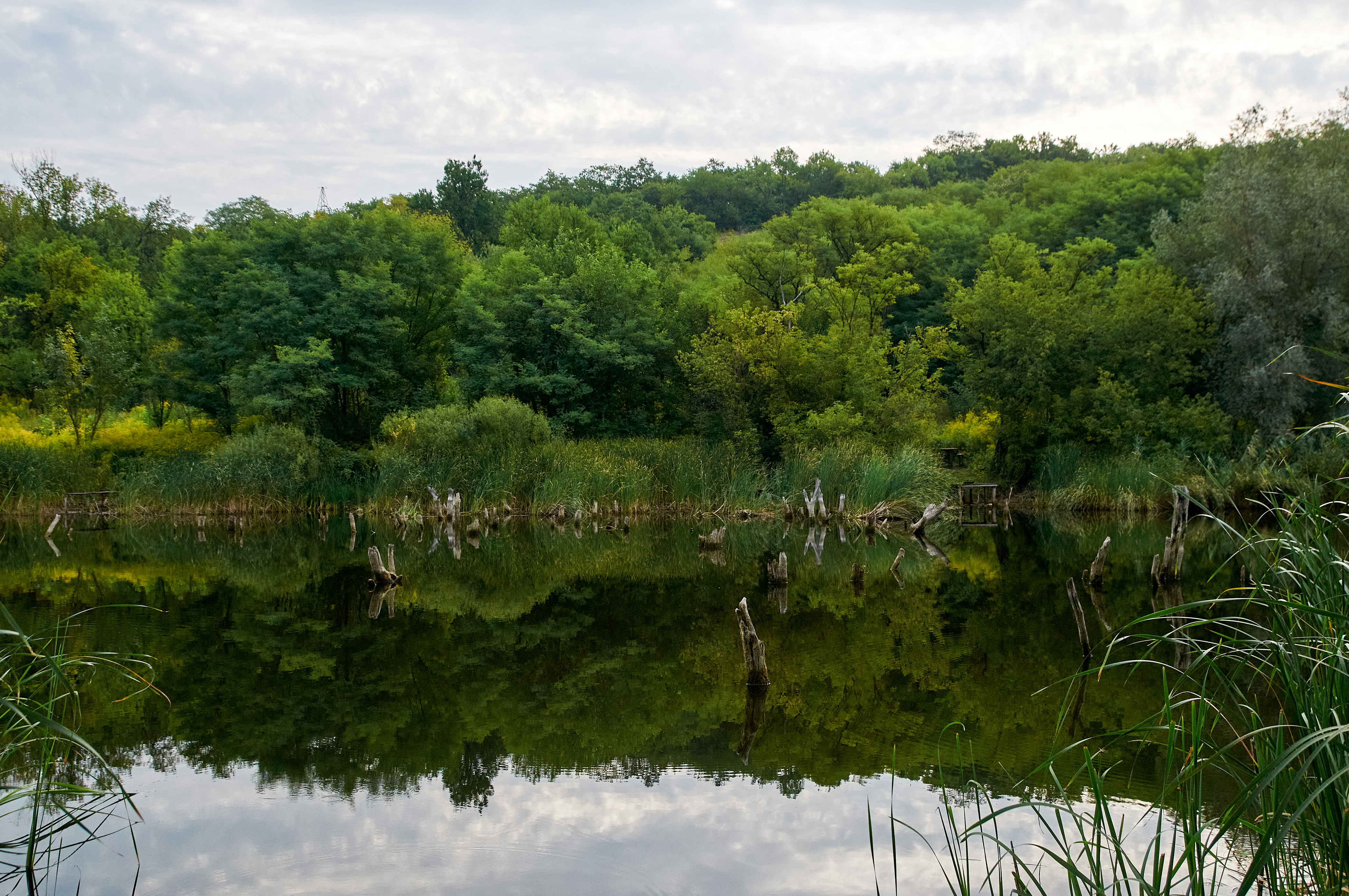

- Господи милостивий, не кидай, бо воно маленьке — уб 'ється …
- Ну, коли тобі шкода його, то ти будеш глядіти його до трьох років.
А чорт все те бачив і чув та й каже:
- Дай я зроблю щось таке, щоб богових людей поїло. — І зробив він вовка. Дме — дме, а той ніяк не оживе. Коли ось іде Бог. Чорт і давай його питати:
- Що ти таке робиш, що тільки надмеш, кинеш через тин, а воно й побіжить?
- А кого ти зробив?
- Вовка.
- Гм, так ти відтягни його до кручі над річкою, стань поряд із ним та й кажи: „Устань, вовче, та з'їж чорта“, а сам — мерщій у воду і плигай. 
Чорт послухався. Узяв вовка, притяг його до Дніпра, став поряд із ним та й каже:
- Устань, вовче, та з 'їж чорта!
Вовк і схопився. Не встиг чорт і в воду плигнути, а він його за п'яти — та так і відкусив. І стали чорти безп 'яті. Отут у них у балці саме й збіговище було. Через те вже й балку прозвали Безп'ятою.»

## Кринична балка у творчості
В останні роки перед Німецько — Радянською війною була популярною пісня поета Миколи Носенка
Проїхав станцію Діївка,
Ще й Криничанський котлован
На полустанку зупинився,
Сказавши: «Дівчино, прощай!»